# Linum
Linum este un gen de plante originar din regiunile temperate ale emisferei nordice. Genul de plante Linum  cuprinde aproximativ 200 de specii de plante care aparțin familiei Linaceae.
Specii de Linum
- Linum austriacum
- Linum bienne
- Linum catharticum
- Linum extraaxillare
- Linum flavum
- Linum leoni
- Linum lewisii
- Linum perenne
- Linum pubescens
- Linum suffruticosum
- Linum tenuifolium
- Linum usitatissimum

## Legături externe
- „Linum” în Dicționar dendrofloricol la DEX online